# تفاصح
التفاصح صيرورة لغوية تتبدل نتيجتها بعض الأنماط اللغوية، من ألفاظ وتراكيب، نتيجة اعتقاد شائع في مجتمع المتحدثين بأن النمط اللغوي المُبدل إليه هو النمط الأصلي الصحيح لغويا بينما النمط المبدل منه انحراف أو تحريف لاحق، بينما يكون الصواب لغويا هو النمط المهجور.
كما قد يظهر التفاصح في تغيّر صوتيات كلمات مستعارة من لغات أخرى أو كلمات مستعملة في اللهجات العامية بلا أصل واضح يعرفه المتحدثون في اللغة القياسية التي يعدّونها فُصحى، حيث يظنّ المتحدثون أن أصواتا معينة في ألفاظها ينطبق عليها ما ينطبق على ألفاظ أخرى في اللغة من تحوّلات بين اللهجات فيسعون إلى ردّها إلى أصولها.
من أمثلة ذلك في العربية كتابة «قراصيا» بالقاف في حين أنها كلمة مستعارة من الفارسية «ألوسياه» وعليه تكون تسميتها «أراسية» صحيحة.
و من أمثلته كذلك قلب بعض زاياتِ الكلمات ذالاتٍ أو السيناتِ ثاءاتٍ ظنّا أنها في حالتها الأولى خطأ شائع في لهجة المتحدثين، مثلما يَنطِق ويكتب بعض الناس «ثَقل» قي حين يقصدون «صَقل» أو «يتثنّى» وهم يقصدون «يتسنّى». وذلك لوجود ميل لغوي في لهجة المتحدثين إلى إبدال تلك الأصوات لكن بالعكس.
تسمى هذه الأخطاء كذلك أخطاء الصحة الزائدة، وهي أخطاء لغوية تحدث نتيجة السعي إلى تحرّي الصحة اللغوية مع غياب دراية.